# Маша Јанковић
Маша Јанковић (Врбас, 1. фебруар 2000) српска је кошаркашица. Игра на позицији крилног центра.
Рођена је у Врбасу. Од 2019. године је прешла у Црвену звезду. Са репрезентацијом Србије освојила је златну медаљу на Европском првенству 2021. године одржаном у Француској и Шпанији.
Проглашена је за најбољу спортисткињу Спортског друштва Црвена звезда за 2021. годину.

## Успеси

### Репрезентативни
- Европско првенство:  2021.